# Babero

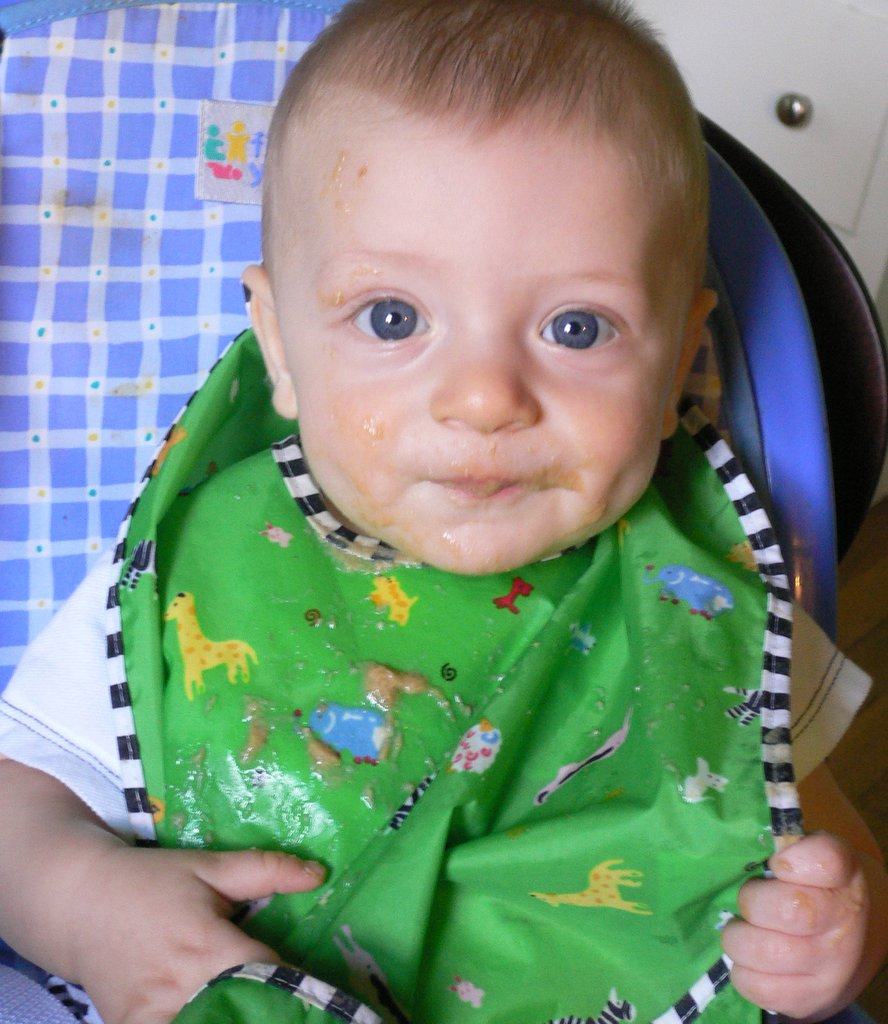
Bebé con babero

El babero, antiguamente llamado babadero o babador, es una prenda que se coloca a los bebés para impedir que se manchen durante la comida.
El babero consiste básicamente en un pequeño trozo de tela que cubre el pecho del niño y que se anuda detrás del cuello. El sistema de cierre tradicional es el de cintas que se atan detrás de la cabeza pero hoy son más populares los cierres con velcro por su mayor facilidad de manejo. 
El material de fabricación más habitual es el algodón con tela rizo que se lava como una prenda común. Son también populares los plastificados que se limpian pasándoles un paño húmedo. 
Otras variantes del babero se introducen al niño por la cabeza disponiéndose a modo de poncho, delantal o camiseta protectora.